# Federació Grega de Futbol
El futbol a Grècia és dirigit per la Federació Grega de Futbol (en grec modern Ελληνική Ποδοσφαιρική Ομοσπονδία, Ellinikí Podosferikí Omospondia). Té la seu a Atenes.
Contribueix a l'organització de la Lliga grega de futbol i organitza la copa grega i la selecció nacional.
La federació es fundà el 1926, per la decisió de les tres principals federacions del país, les d'Atenes, El Pireu i Salònica, que ja existien, organitzant les seves pròpies competicions.